# Atsuko Inaba
Atsuko Inaba (稲葉貴子, Inaba Atsuko, née le 13 mars 1974 à Suita (Japon) est  une ex-idol de J-pop, anciennement au sein du Hello! Project de 1999 à 2009.

## Biographie
Elle commence sa carrière en tant qu'idole au sein du groupe Osaka Performance Doll de 1993 à 1996, avant de rejoindre en 1999 le groupe du H!P Taiyo to Ciscomoon, renommé T&C Bomber au début de 2000, jusqu'à sa séparation en fin d'année. Bien que sans groupe ou carrière en solo depuis, elle continue à faire des chorégraphies et chœurs pour les artistes du Hello! Project et à chanter lors des concerts du H!P. Elle a aussi participé aux groupes temporaires Aoiro 7, 7 AIR, H.P. All Stars et Puripuri Pink. Elle présente l'émission télé Idol o Sagase! aux côtés de Yūko Nakazawa de mars 2001 à mars 2002.
Son départ du H!P a lieu le 31 mars 2009, avec les autres anciennes du Elder Club, et elle continue un temps sa carrière au sein de la maison mère Up-Front. Elle participe à une reformation temporaire de Taiyo to Ciscomoon en 2009, puis quitte Up-Front en novembre suivant, arrêtant sa carrière artistique.